# Poleň
Obec Poleň (původně Polyně, německy Pollin) se nachází v okrese Klatovy, kraj Plzeňský. V obci je evidováno pět částí, v nichž žije 284 obyvatel. V obci není evidována žádná ulice.

## Geografie
Ves leží ve výšce 458 metrů nad mořem. Rozkládá se z části v údolí potoka Poleňky, větší část, včetně kostela a návsi, však pokrývá nevelkou hůrku. Z východní a jižní strany je chráněna pohořím Bítovy, s vrchy Velký Bítov (713 m), Malý Bítov (668 m) a Doubrava (727 m).

## Historie
První písemná zmínka o obci pochází z roku 1245. V listině, kterou královna Kunhuta prodává Přeštický újezd kladrubskému klášteru, jmenuje se mezi svědky, kteří tento újezd obcházeli a hranice jeho vymezovali, Blažej z Poleně, syn Budivoje ze Švihova. Později, když byl vystavěn nedaleko Poleně hrad Pušperk, zvaný původně Fuchsberg, sdílela Poleň po staletí osudy tohoto hradu.

## Demografie
| Rok  | Poleň | Poleňka | Mlýnec | Zdeslav |
| ---- | ----- | ------- | ------ | ------- |
| 1948 | 400   | 51      | 123    | 102     |
| 1970 | 254   | 57      | 74     | 92      |
| 1980 | 168   | 42      | 59     | 81      |

V obci bylo[kdy?] k trvalému pobytu (nebo jakémukoliv platnému pobytu cizince, azylanta) přihlášeno 300 obyvatel, z toho je 133 mužů nad 15 let, 21 chlapců do 15 let, 127 žen nad 15 let, 19 dívek do 15 let.

## Pamětihodnosti
- Kostel svaté Markéty, zřícenina
- Kostel Všech svatých, v něm oltářní obraz Madony s dítětem
- Kaple svatého Salvátora
- Vodní mlýn Pasička
- Fara
- Poleňská (Dobrovského) lípa

### Kostel svaté Markéty

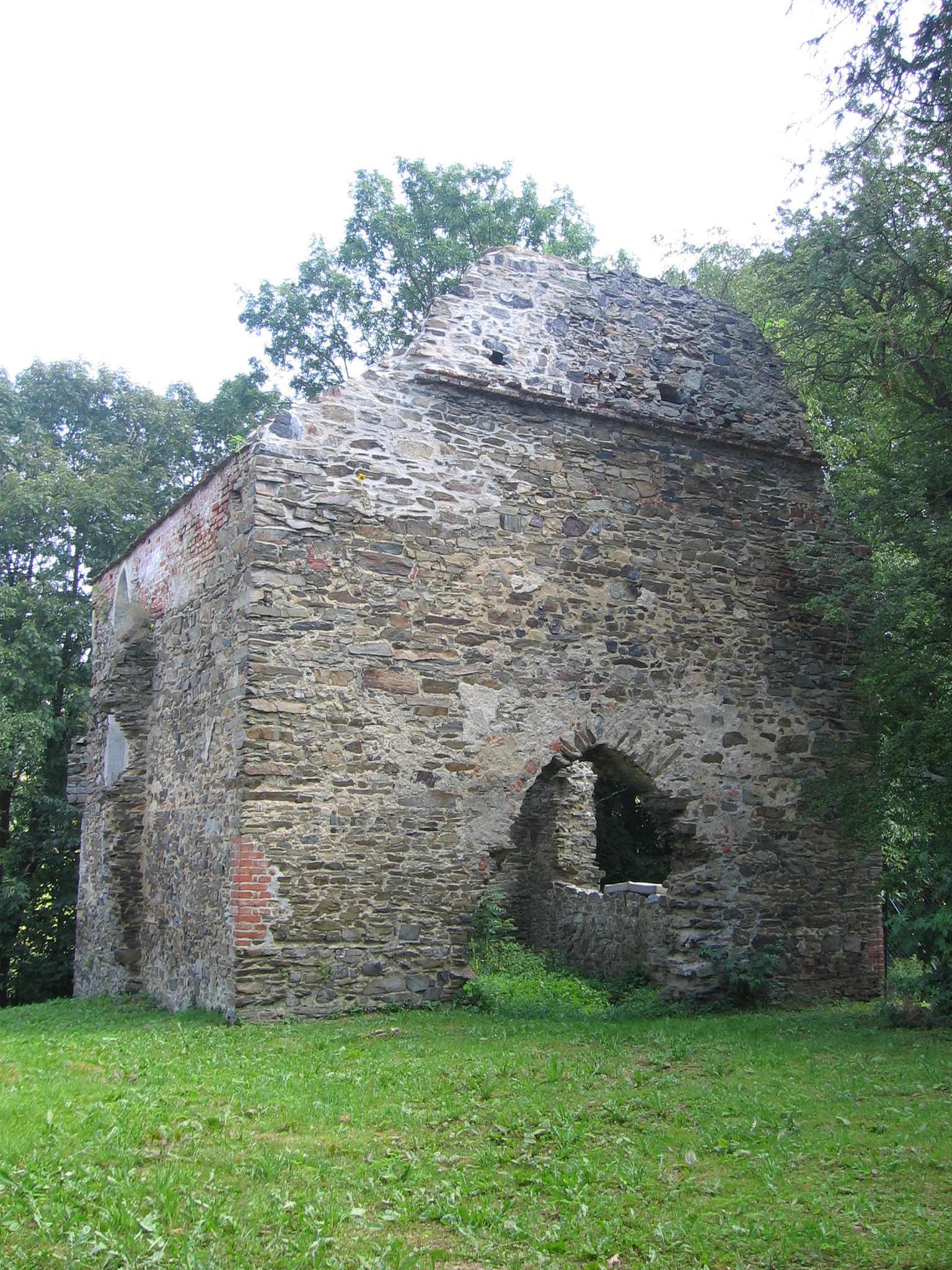
Zřícenina kostela sv. Markéty

Kostel měl již ve 14. století svoji správu. i v 15. století, kdy byl pod patronátem držitele Poleně. V následujícím století již nebyl osazován a sloužil jako hřbitovní kaple. Císařem Josefem roku 1786 byl zrušen a od té doby vlastní zkáze ponechán. Byly v něm tři oltáře. Nad střechou byla jednoduchá zvonička se zvoncem, který se podle báje sám v době nebezpečí rozezvučel.
Oba kostely obepínal hřbitov tak, že vchod do nich vedl po něm. K hřbitovu se vztahuje pověst, že zde pohanští předkové obětovali na dubovém pařezu, který byl po vystavění kostela sv. Markéty zazděn do oltáře.
V kostele sv. Markéty se nacházel zvon, který zvonil sám od sebe vždy, když obci hrozilo neštěstí, ať už to byla válka, mor, sucho či bouře. Naposled takto zvonil při vpádu z Horní Falce, kdy vyhořely Klatovy. Protože přitom vždy zvonil přesmutným hlasem, byl později sňat, aby se lid jeho hlásku neděsil.

### Kostel Všech svatých

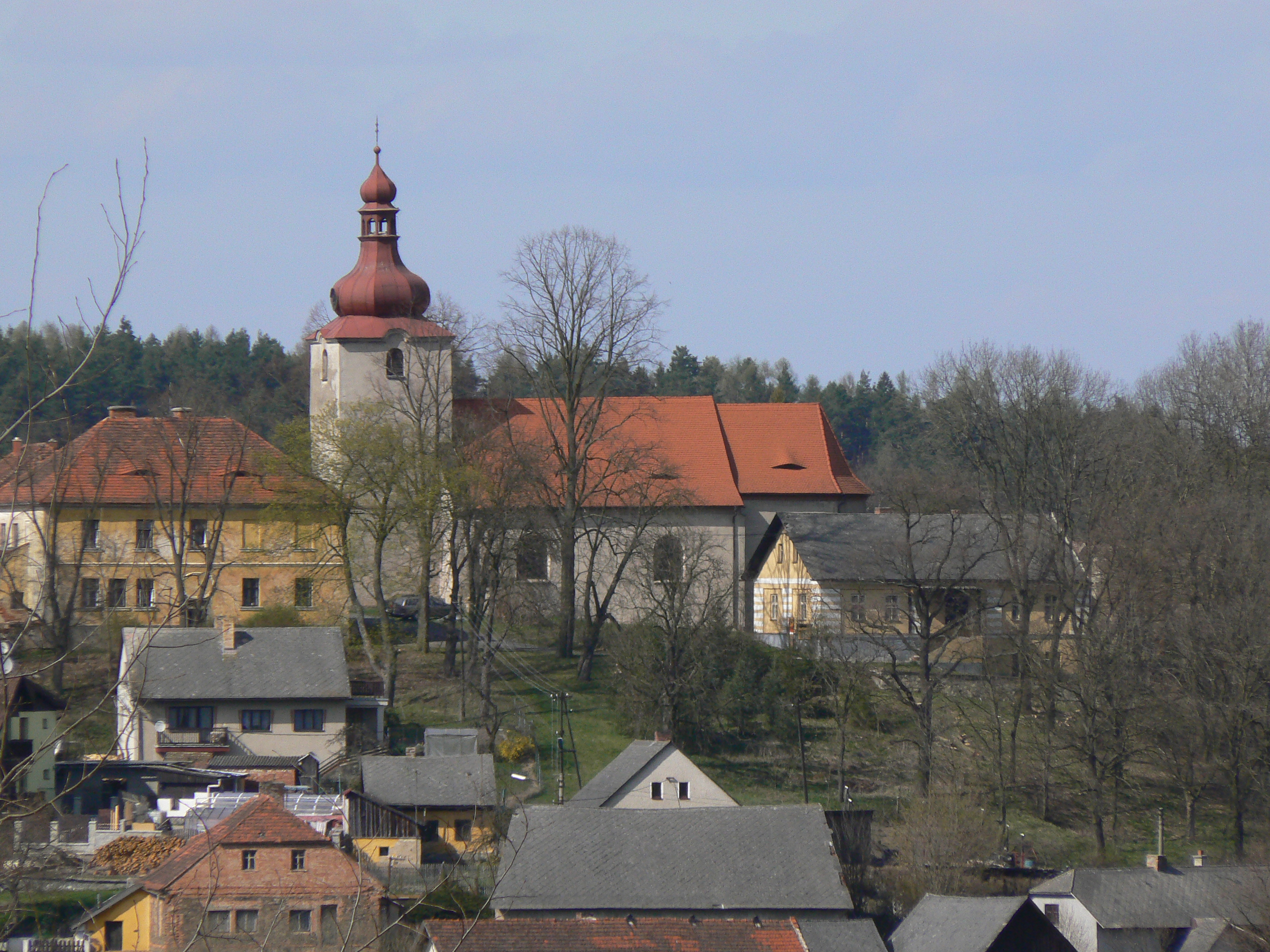
Kostel Všech svatých

Původně zasvěcený Matce Boží, připomíná se jako farní roku 1355, jsa tou dobou pod patronátem držitelů Pušperka. Stavba svědčí na 14. století, doznala však opravami mnohých změn zejména v 15. století a roku 1739. Před kostelem stojí poleňská lípa, nejcennější je v něm obraz Madona s dítětem. Je to olejová malba na dřevěné desce, mistrné dílo Lombardské školy z počátku 16. století. Obraz byl přinesen v 17. století vojínem z Itálie do blízkého Kobzova mlýna, odkud byl kostelu věnován.
Obraz byl v roku 1936 poslán do Prahy k pořízení barevné reprodukce a tu odborníci vyslovili domněnku, že jde o dílo Lukase Cranacha st. Srovnání poleňské Madony s mistrovými díly doby okolo roku 1520 přesvědčí, že tu jde i o dílo nejvyšší jakosti umělecké.
K původu poleňské Madony vypráví poleňský písmák Adolf Kotáb, dlouholetý kronikář, následující pověst, která má podklad jednak v záznamech kronik, ale také ji slyšel vykládat od starých pamětníků.
Podle těchto pověstí byl obraz za válek při tažení vojska zachráněn z hořícího kostela v Itálii. Nezdá se pravděpodobné, že by obraz rozměrů 87 x 57 cm na dřevěné desce nosil nějaký voják v tornistře. Snad byl v držení pluku jako plukovní amulet. Po skončení válek se vojska rozpadávala, vojáci se vraceli do svých domovů. Při takovém cestování byl ponechán velmi nemocný voják v Kobzově mlýně (dodnes zachovaná usedlost čp. 1 v obci Mlýnec), kde se vojína ujala a ošetřovala ho mlynářka Kobzová. Vojín s sebou přinesl do mlýna zmíněný obraz. Z pověsti není patrno, jakou nemocí voják trpěl, jaké byl národnosti, zda to byl důstojník nebo prostý voják. Prý se záhy zotavil a jako odměnu Kobzové obraz ponechal. Kobzová, žena pobožná, měla obraz doma zavěšený, ale ve snech mívala vidění, že se obraz na zdi houpá a že Madona prosí, aby kostelu byl darován. Těchto vidění Kobzová uposlechla a na faru poleňskou obraz donesla.
Obraz pak byl v kostele po dobu delší padesáti let jen o oltář opřen a nijak nezabudován, protože tehdejší faráři, patrně vzhledem k původu obrazu, nechtěli na tento obraz jako na svůj nebo majetek církevní hleděti. Teprve v době pozdější byl na oltáři důstojně umístěn. Na bočním „Mariánském“ oltáři byl umístěn až do září 1967, kdy byl v noci ze zamčeného kostela odcizen. Velkou náhodou byl nalezen v červnu o rok později, kdy jej tým zlodějů měl připravený k vyvezení do Latinské Ameriky. V poleňském kostele je od té doby umístěna kopie, originál je uložen v pražské Národní galerii.

### Vodní mlýn Pasička
Vodní mlýn stával dříve (v polovině 17. století, snad i dávno před tím) po pravé straně mlýnského potoka. Obydlí v něm nebylo, mlynář bydlel v kamenné chalupě na stráni nad mlýnem. Někdy kolem roku 1660 mlýn zpustl, vojáci ho zapálili.
Roku 1699 počala poleňská vrchnost budovat nový mlýn, tentokrát už i s obydlím, na levém břehu. Během třech století se na něm vystřídalo deset majitelů. V polovině 20. století na něm žili Štolbovi. Po jejich smrti sloužil jejich dcerám a vnučce s rodinou k rekreaci. Odpoledne 21. března 1984 při vypalování suché trávy mlýn, kam údajně chodil i „modrý abbé“ Josef Dobrovský, shořel. Po jednom z nejstarších stavení v obci, které bylo i v evidenci památek, zůstaly jen zčernalé zdi a komín.

### Škola v Poleni
Původní škola, jak to všude bývalo zvykem, stávala v nejbližším okolí fary a kostela. Pokud je známo, tzv. „stará“ škola byla v místech, kde je nyní domek č. 43. Vystavěna byla z farního dříví na části farní zahrady a byla, jak patrno ještě dnes z rozlohy staveniště, tak malá, že nemohla svým účelům vyhovovat. Proto byla r. 1790 prodána za 100 zlatých rýnských. Mezitím stavěna hned nad starou školou rovněž na farním zahradním pozemku a také z farního dříví nová školní budova, dvakrát tak velká jako škola stará. Skládala se z učebny se 4 okny, malého bytu učitelova, chlévku kravského a stodůlky. Dvorek neměla vůbec. Není divu, že již koncem roku 1790 byla uznána nepostačitelnou. Dítky vyučovány byly střídavě, malé odpoledne, větší dopoledne.
V sumáři dětí triviální školy v Poleni roku 1820 se uvádí 348 žáků. Bylo uznáno za nutné opatřit druhou učebnu. Ta byla vyhlédnuta v domku č. 51, který není mnoho vzdálen od staré školy. 16. dubna 1855 bylo započato se stavbou nové školy, a to ne na starém hřbitově či na zříceninách kostela sv. Markéty, jak bylo původně projektováno, nýbrž na stráni pod farou. Stavba byla dokončena v říjnu téhož roku a 5. listopadu byla do ní převedena mládež ze starých školních místností. Škola sloužila svému účelu až do roku 1965. Pro malý počet dětí byla definitivně zrušena a všechny děti navštěvovaly školu v Chudenicích.

### Poleňský hřbitov
Na poleňském hřbitově se nachází náhrobek národního buditele a obrozence, filologa, lexikografa, spisovatele, pedagoga, básníka a překladatele Josefa Franty Šumavského (27. 11. 1796 Poleňka – 22. 12. 1857 Praha).

## Části obce
- Poleň
- Mlýnec
- Poleňka
- Pušperk
- Zdeslav

## Galerie

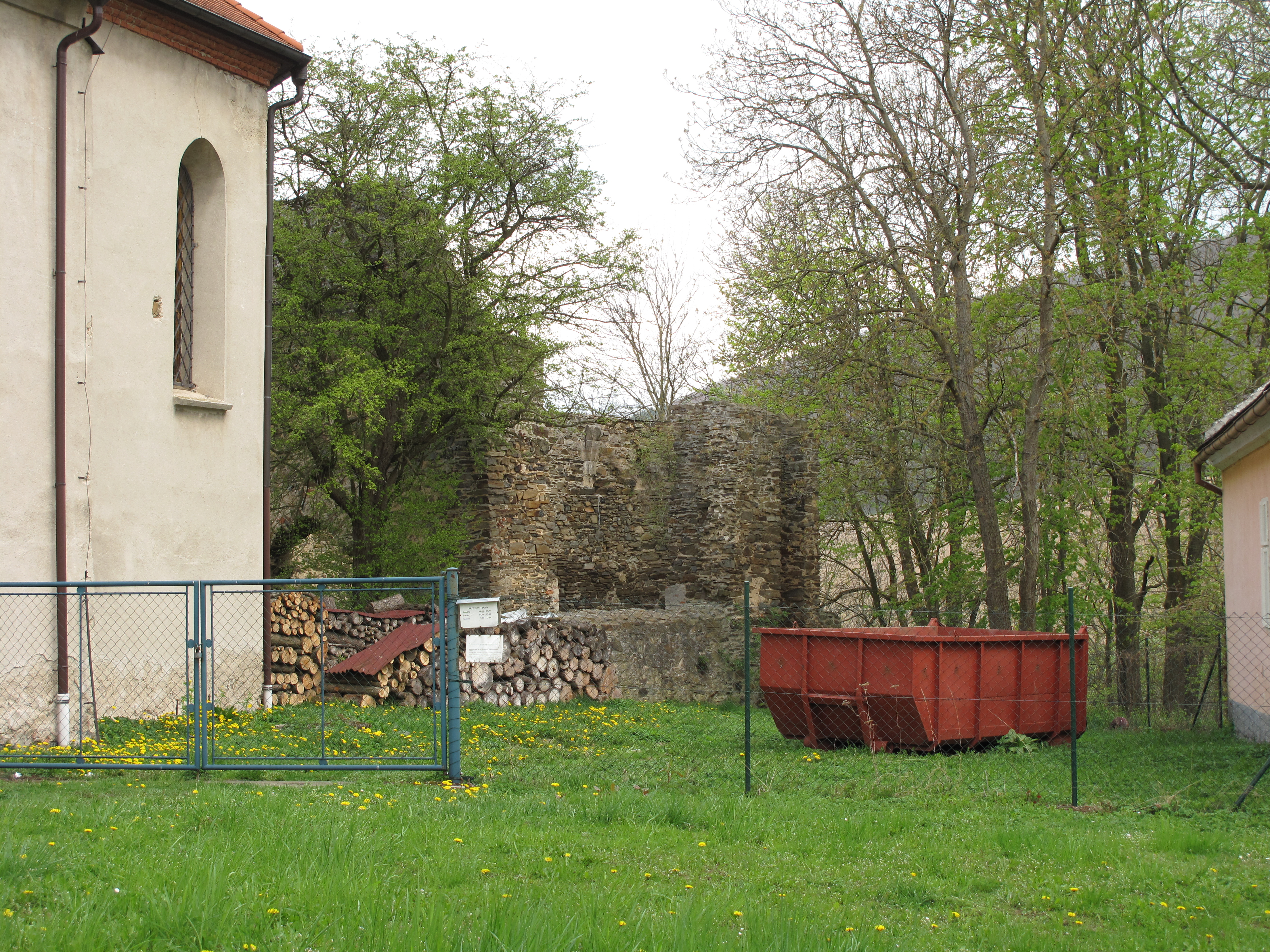
Zřícenina
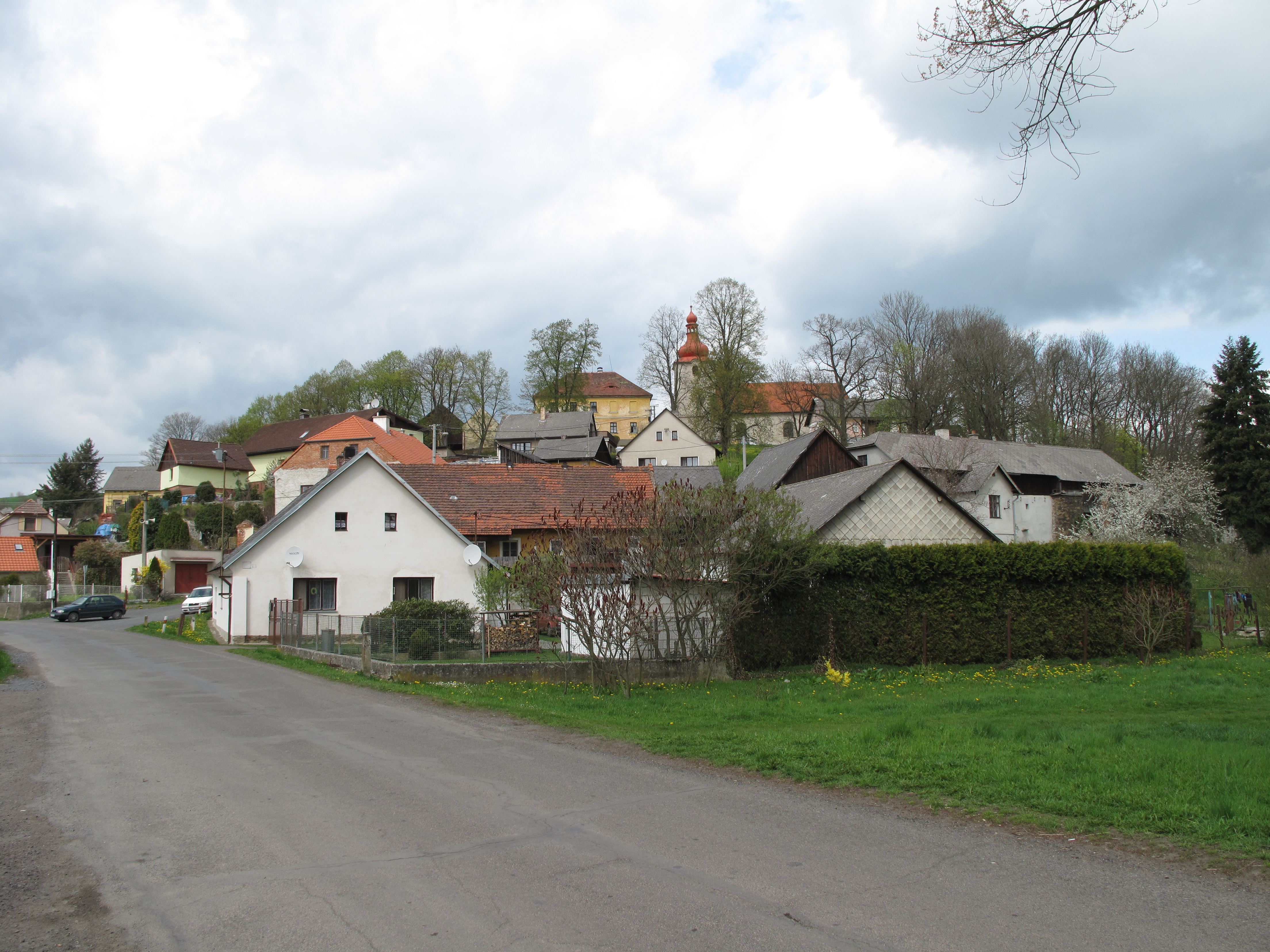
Pohled na obec
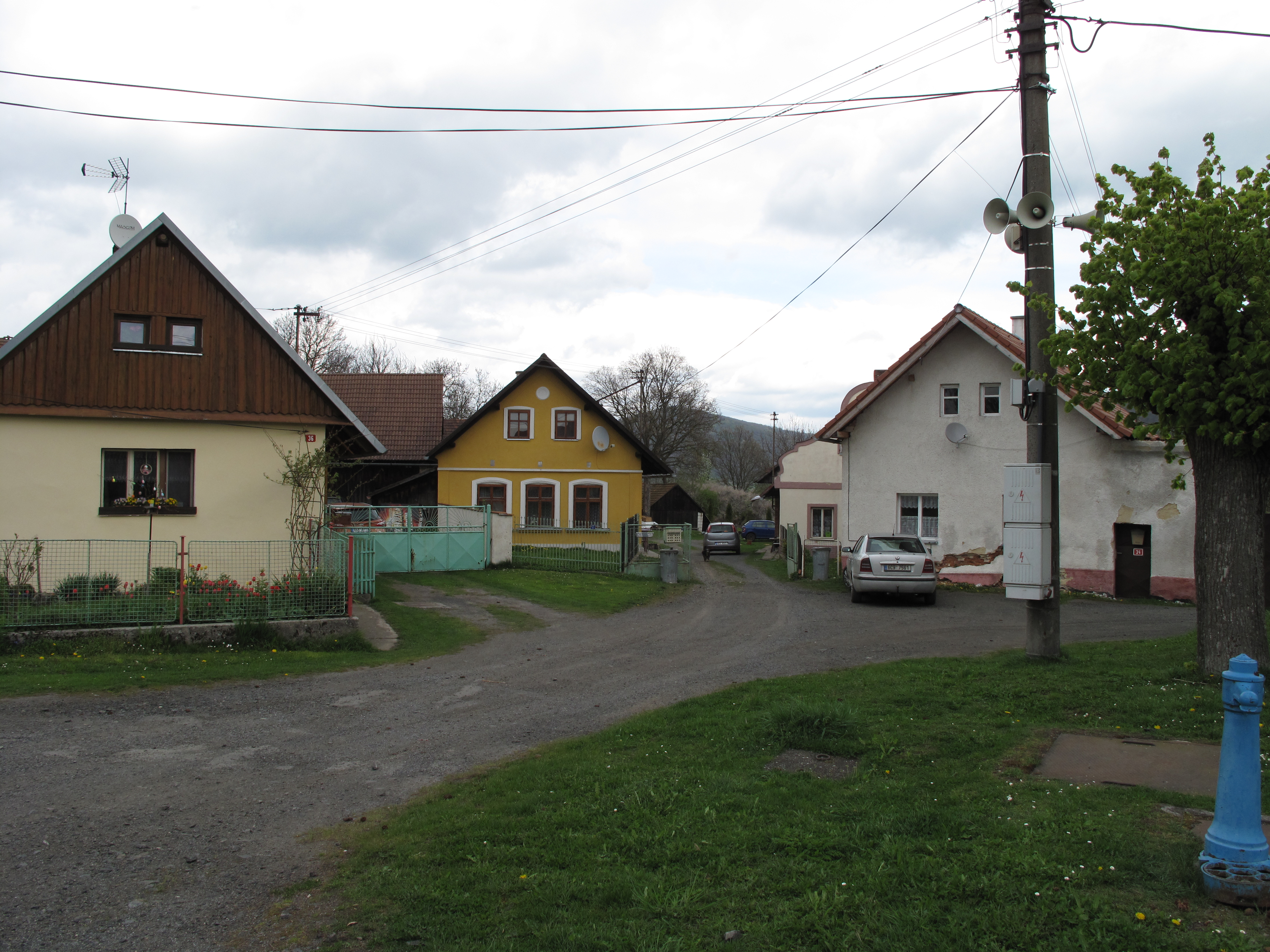
Místní domy